# Ahmed Hamoudi
Ahmed Mohamed Bekhit Abdelgaber Hamoudi (arabsky أحمد حمودى; * 30. července 1990) je egyptský fotbalový ofenzivní záložník a reprezentant, který aktuálně hraje za klub FC Basel.

## Klubová kariéra
V letech 2010–2014 hrál v egyptském klubu Smouha SC. Následně přestoupil v červenci 2014 do švýcarského klubu FC Basel 1893. V sezóně 2014/15 získal s Basilejí ligový titul.

## Reprezentační kariéra
Od roku 2013 je členem egyptského národního týmu.